# Aminatou Seyni
Aminatou Moumouni Adamou Seyni, (née le 24 octobre 1996) est une athlète nigérienne, spécialiste du sprint.

## Biographie
Aminatou Seyni se révèle en 2018 lorsqu'elle remporte en fin de saison le meeting de Rovereto en 50 s 69, record national, pour sa seconde année (connue) sur la distance.
En 2019, elle débute par trois victoires consécutives à Forbach, Stockholm et Rehlingen, mais attire l'attention en s'imposant au terme d'un 400 m incroyable lors du Memorial Irena Szewińska à Chorzów en 51 s 11. Quelques jours plus tard, elle fait ses débuts en Ligue de diamant, le circuit prestige de l'athlétisme, au Meeting international Mohammed-VI, et termine 2e de la course en 50 s 24 (record national), derrière Salwa Eid Naser (50 s 13). Elle retrouve la Bahreïnie le 5 juillet à Lausanne et est de nouveau battue par elle, mais la Nigérienne bat à nouveau son record personnel, cette fois en 49 s 19, tandis que Naser court en 49 s 17. Elle devient ainsi la 2e femme la plus rapide du continent africain de l'histoire, derrière Falilat Ogunkoya (49 s 10 en 1996). 
Le 22 juillet 2019, lors du Tournoi de la Solidarité à Niamey, elle établit le nouveau record national du 200 m en 22 s 89. Trois jours plus tard, elle bat le vieux record national du 100 m (12 s 97 en 2003) en courant en 11 s 51. 
Aux Jeux africains de Rabat, fin août, elle atteint les demi-finales du 100 m (11 s 93) et termine 4e de la finale du 200 m en 23 s 05, à cinq centièmes de la médaille de bronze.  
Hyper-androgène, elle est interdite de compétition sur 400 m. Aux championnats du monde 2019, elle opte ainsi pour le 200 m et bat son record personnel et national en 22 s 58 lors des séries. Elle termine 4e de sa demi-finale en 22 s 77 et échoue à se qualifier pour la finale. 
En 2021 elle s'aligne sur 200 m aux Jeux olympiques. Elle est éliminée au stade des demi-finales.
En 2022 elle décroche la médaille d'argent aux championnats d'Afrique de Saint-Pierre. En 11 s 05 (+3,2 m/s) elle s'incline devant la Gambienne Gina Bass, après avoir réalisé un record personnel de 11 s 08 (vent régulier) en demi-finale. Elle remporte le titre sur 200 m.
Aux championnats du monde des 200 mètres Dames à Eugène aux États-Unis en juillet 2022, elle bouscule l'ordre du classement et termine 4e à la finale. Ce qui fait d'elle non seulement la Championne d'Afrique 200 mètres mais aussi la 4e sprinteuse au monde de la même catégorie.
Elle s'entraîne à Niamey au Niger et à Blois en France avec Claude Guillaume. 
A la fin de la saison 2022, World Athletics la classe 9ème  sprinteuse exaequo au monde.

## Palmarès
| Date | Compétition            | Lieu         | Résultat | Épreuve | Temps       |
| ---- | ---------------------- | ------------ | -------- | ------- | ----------- |
| 2019 | Jeux africains         | Rabat        | 4e       | 200 m   | 23 s 05     |
| 2022 | Championnats d'Afrique | Saint-Pierre | 2e       | 100 m   | 11 s 05 (w) |
| 2022 | Championnats d'Afrique | Saint-Pierre | 1re      | 200 m   | 23 s 04     |
| 2022 | Championnats du monde  | Eugene       | 4e       | 200 m   | 22 s 12     |

## Records
| Épreuve | Temps        | Lieu         | Date            |
| ------- | ------------ | ------------ | --------------- |
| 60 m    | 7 s 08 (NR)  | Madrid       | 22 février 2023 |
| 100 m   | 11 s 07 (NR) | Saint-Pierre | 9 juin 2022     |
| 200 m   | 21 s 98 (NR) | Eugene       | 18 juillet 2022 |
| 400 m   | 49 s 19 (NR) | Lausanne     | 5 juillet 2019  |